# St. Petri (Landolfshausen)

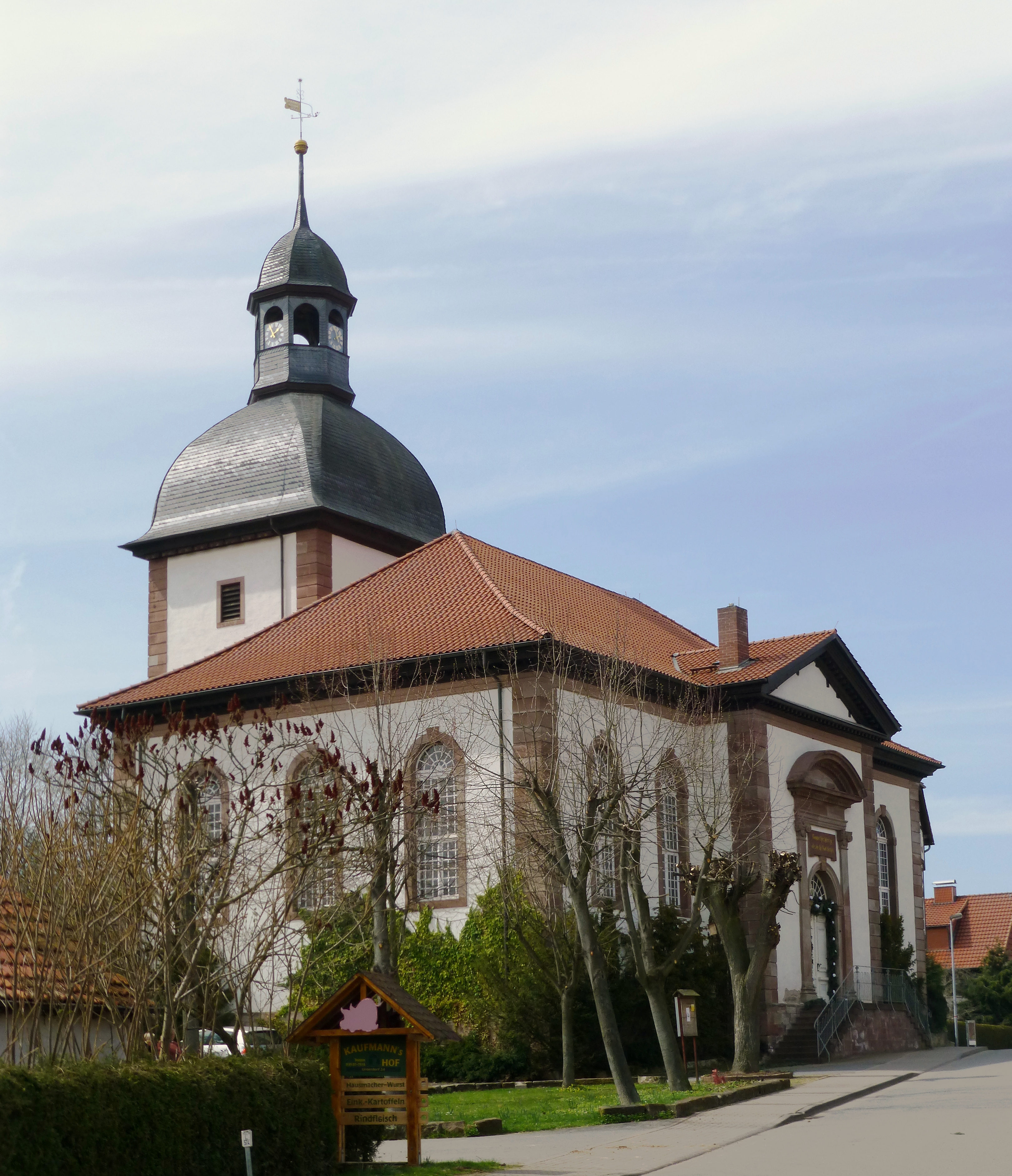
Landolfshausen, St. Petri

Die evangelisch-lutherische denkmalgeschützte Kirche St. Petri steht in Landolfshausen, einer Gemeinde im Landkreis Göttingen von Niedersachsen. Die Kirchengemeinde gehört zum Kirchenkreis Göttingen im Sprengel Hildesheim-Göttingen der Evangelisch-lutherischen Landeskirche Hannovers.

## Beschreibung
Die verputzte Saalkirche mit Ecksteinen aus roten Sandsteinen wurde 1795–98 nach Plänen von Georg Heinrich Borheck erbaut. Der querrechteckige Baukörper unter einem flachen Walmdach ist nicht geostet. Der Eingang zum Vestibül befindet sich in einem Risalit am Ende einer Freitreppe in der Mitte der nordöstlichen Längsseite im Risalit, der mit einem Tympanon bedeckt ist. Auf der gegenüberliegenden Seite ist ebenfalls mittig der quadratische Kirchturm dem Kirchenschiff vorgelagert. Er ist bedeckt mit einer schiefergedeckten glockenförmigen Haube, auf der eine Laterne mit den Zifferblättern der Turmuhr sitzt. In seinem Glockenstuhl hängt eine 1593 gegossene Kirchenglocke, die 1870 umgegossen wurde.
Der Innenraum ist mit einer Voutendecke überspannt. Der Kanzelaltar mit seinen vier korinthischen Säulen steht in der Mitte der südwestlichen Wand, die Kirchenbänke steigen wie beim Amphitheater an. Über dem Eingang befindet sich die Empore für die Orgel. Die erste Orgel wurde 1855 von Carl Heyder gebaut. Sie wurde 1969 durch ein Werk von Albrecht Frerichs und 2009 durch ein Werk von Ingo Kötter ersetzt.